# Vlag van Sittard

Vlag van de gemeente Sittard
(1982-2001)

De vlag van Sittard is in 1982 bij raadsbesluit vastgesteld als de gemeentelijke vlag van de gemeente Sittard in de Nederlandse provincie Limburg ter vervanging van een eerdere vlag, na een fusie met Limbricht en Munstergeleen. Sinds 1 januari 2001 is de vlag niet langer als gemeentevlag in gebruik omdat de gemeente Sittard toen opging in de gemeente Sittard-Geleen. De vlag kan als volgt worden beschreven:
Geel met een rode broekdriehoek, reikend tot 1/3 van de vlaglengte; in de vlucht een zwart krulkruis met een hoogte van 4/5 van de vlaghoogte.
De kleuren zijn ontleend aan het gemeentewapen. De drie kepers uit de schildvoet van het wapen worden in de vlag weergegeven als een rode broekdriehoek.

## Eerdere vlag

Vlag van de gemeente Sittard
(1974-1982)

In 1974 werd een eerdere vlag vastgesteld door de gemeenteraad van de toenmalige gemeente Sittard. Deze vlag kan als volgt worden beschreven:
Blauw, met op het midden een geel slangenkopkruis met een hoogte van 4/5 van de vlaghoogte.
Het ontwerp was van de Hoge Raad van Adel; de vlag toonde hetzelfde beeld als het toenmalige gemeentewapen.

## Stadsvlag

Stadsvlag

In 1945 kwam Sittard vrijwel ongeschonden uit de Tweede Wereldoorlog. Het Sint Rosacomité heeft toen het idee geopperd om het stadswapen zo te wijzigen dat daaruit de dankbaarheid  van Sittard aan de schutspatroon van de stad, Sint Rosa, zou blijken. Het idee werd door burgemeester en wethouders opgepakt, maar men kwam er niet uit en het verdween in de koelkast. Na de gemeentelijke herindeling van 2001 heeft de culturele vereniging De Mander het idee weer opgepakt en een stadsvlag voor Sittard uitgebracht. Deze vlag is gebaseerd op de oude gemeentevlag, maar is in het midden voorzien van een witte schijf waarop een roos is afgebeeld, als symbool voor de heilige.

## Verwante afbeeldingen

Wapen van Sittard (1982)
Wapen van Sittard (1819)

Ambt Montfort 
· Amby 
· Arcen en Velden 
· Baexem 
· Beegden 
· Belfeld 
· Bemelen 
· Berg en Terblijt 
· Bocholtz 
· Born 
· Broekhuizen 
· Cadier en Keer 
· Echt 
· Eijsden 
· Elsloo 
· Eygelshoven 
· Geleen 
· Grathem 
· Grubbenvorst 
· Haelen 
· Heel 
· Heel en Panheel 
· Heer 
· Helden 
· Herten
· Heythuysen 
· Hoensbroek 
· Horn 
· Horst 
· Hulsberg 
· Hunsel 
· Kessel 
· Klimmen 
· Limbricht 
· Linne 
· Maasbracht 
· Maasbree 
· Margraten 
· Meerlo-Wanssum 
· Meijel 
· Melick en Herkenbosch 
· Montfort 
· Munstergeleen 
· Neer 
· Nieuwenhagen 
· Nieuwstadt 
· Nuth 
· Ohé en Laak 
· Onderbanken 
· Ottersum 
· Posterholt 
· Roggel 
· Roggel en Neer 
· Schaesberg 
· Schinnen 
· Sevenum 
· Sint Odiliënberg 
· Sittard 
· Stevensweert 
· Stramproy 
· Susteren 
· Swalmen 
· Tegelen 
· Thorn 
· Ubach over Worms 
· Ulestraten 
· Urmond 
· Valkenburg-Houthem 
· Vlodrop 
· Wessem 
· Wittem
Altweerterheide
· Belfeld
· Bemelen
· Blerick
· Blitterswijck
· Grevenbicht
· Obbicht
· Sittard
· Steyl
· Wijnandsrade